# Festival d'Aix-les-Bains de Scrabble 2023
Navigation
Festival d'Aix-les-Bains 2022 Festival d'Aix-les-Bains 2024
Le  Festival d'Aix-les-Bains de scrabble 2023 est la 39e édition du festival de scrabble organisé chaque année à Aix-les-Bains. Le festival débute le samedi 21 octobre pour se terminer le dimanche 29 octobre 2023. Les salles de jeu se trouvent toujours au casino Grand-Cercle et au centre des congrès.

## Programme
Pendant 9 jours, les tournois de scrabble classique et duplicate se sont succédé. Les tournois de scrabble classique sont disputés par 10 à 30 joueurs. Les tournois de scrabble duplicate ont une affluence moyenne de 700 joueurs (sauf pour les paires et le blitz). Cette année 2023 marque l’arrivé du championnat de France de Blitz qui se disputait jusqu'ici le lendemain du championnat de France individuel.
| ► Tournoi ▼Date          | Tournois en duplicate  | Tournois en duplicate | Tournois en duplicate | Tournois en duplicate | Tournois en duplicate                       | Tournois en duplicate | Tournois en duplicate          | Tournois en duplicate | Tournois en classique    | Tournois en classique  | Tournois en classique | Tournois en classique   |
| ► Tournoi ▼Date          | Coupe de la fédération | Coupe Paul Vieilly    | Tournoi en paires     | Coupe de Savoie       | Championnat de France en parties originales | Coupe Steve Causse    | Championnat de France en blitz | Coupe d'Aix-les-Bains | Coupe de la Dent du Chat | Coupe promotion jeunes | Masters jeunes        | Coupe du Lac du Bourget |
| ------------------------ | ---------------------- | --------------------- | --------------------- | --------------------- | ------------------------------------------- | --------------------- | ------------------------------ | --------------------- | ------------------------ | ---------------------- | --------------------- | ----------------------- |
| Samedi 21 octobre 2023   | Parties 1 et 2         | Parties 1 et 2        |                       |                       |                                             |                       |                                |                       |                          |                        |                       |                         |
| Dimanche 22 octobre 2023 | Parties 3, 4 et 5      | Parties 3, 4 et 5     |                       |                       |                                             |                       |                                |                       |                          |                        |                       |                         |
| Lundi 23 octobre 2023    |                        |                       |                       | Parties 1 à 3         |                                             |                       |                                |                       |                          |                        |                       |                         |
| Mardi 24 octobre 2023    |                        |                       |                       | Parties 4 et 5        |                                             |                       |                                |                       | Rondes 1 à 5             | Rondes 1 et 3          | Rondes 1 et 3         |                         |
| Mercredi 25 octobre 2023 |                        |                       |                       |                       | Parties 1 à 3                               | Parties 1 et 2        |                                |                       |                          |                        |                       |                         |
| Jeudi 26 octobre 2023    |                        |                       |                       |                       | Parties 4 et 5                              | Parties 3 et 4        |                                |                       |                          | Rondes 3 à 5           | Rondes 3 à 7          | Rondes 1 à 3            |
| Vendredi 27 octobre 2023 |                        |                       | Parties 1 à 3         |                       |                                             |                       | Parties 1 à 4                  |                       |                          |                        |                       | Rondes 4 à 6            |
| Samedi 28 octobre 2023   |                        |                       |                       |                       |                                             |                       |                                | Parties 1 à 3         |                          |                        |                       |                         |
| Dimanche 29 octobre 2023 |                        |                       |                       |                       |                                             |                       |                                | Parties 4 et 5        |                          |                        |                       |                         |

## Tournois de scrabble duplicate
Ce festival accueille huit tournois en scrabble duplicate. Traditionnellement, le festival débute avec le double tournoi coupe de la Fédération et de la coupe Paul Vieilly. La coupe de la fédération étant réservée aux joueurs des séries duplicate 4 à 7 et la coupe Paul Vieilly aux séries 1 à 3. Les parties sont les mêmes, seul le classement est différent. Dès le lendemain débute la coupe de Savoie, elle est généralement celle qui accueille le plus de joueurs. En fin de semaine, a lieu le championnat de France en parties originales, toujours spectaculaire. Le vendredi a lieu le traditionnel tournoi en paires en 3 parties. En parallèle, se déroule le championnat de France de Blitz. Enfin, le festival se termine avec la coupe la plus prestigieuse : la Coupe d’Aix-les-Bains, étape du grand chelem international.

### Coupe d'Aix-les-Bains
Le festival se conclut par le tournoi le plus prestigieux : la coupe d’Aix-les-Bains, jouée le week-end du 28 octobre et 29 octobre 2023. Elle est remportée par Antonin Michel au top, devant Samson Tessier à -1. Trois joueurs sont ex æquo à la troisième place : Sylvain Ravot, Franck Maniquant et Didier Roques.

#### Parties

##### Étape du Grand Chelem
Les quinze meilleurs joueurs de la coupe d’Aix-les-Bains sont convoqués pour cette partie qui se déroule en mort subite. C’est-à-dire que lorsqu’un joueur ne trouve pas le meilleur mot sur un coup, il est éliminé. Le vainqueur est le dernier qui reste. Si plusieurs joueurs sont ex-æquo, c’est le classement de la coupe d’Aix-les-Bains qui les départage. De plus, le temps de réflexion diminue tous les trois coups. Cette manche est gagnée par Samson Tessier.

## Tournois de scrabble classique
Au cours du festival, 4 tournois de scrabble classique sont organisés (dont 2 réservés aux joueurs ayant moins de 18 ans). Lors des tournois de scrabble classique, les joueurs sont départagés selon leurs points de matchs (3 pour une victoire, 2 pour un nul, 1 pour une défaite, 0 pour un forfait). En cas d’égalité, les confrontations directes est le critère prioritaire, si ce n’est pas possible alors la différence générale est prise en compte.

### Coupe de la Dent du Chat
La coupe de la Dent du Chat est le premier tournoi classique de la semaine. Il a lieu le mardi 24 octobre. Cette coupe est disputée par 28 joueurs qui ont chacun joué 5 rondes. Il est remporté par Jean-François Himber. Le podium est complété par Cédric Spang et Pascal Astresses.
 Top 10 
| Rang | Joueur               | Points | Victoires | Defaites | Nuls | Différence de points |
| ---- | -------------------- | ------ | --------- | -------- | ---- | -------------------- |
| 1    | Jean-François Himber | 15     | 5         | 0        | 0    | 255                  |
| 2    | Cédric Spang         | 13     | 4         | 1        | 0    | 336                  |
| 3    | Pascal Astresses     | 13     | 4         | 1        | 0    | 283                  |
| 4    | Gauthier Houillon    | 13     | 4         | 1        | 0    | 259                  |
| 5    | Baptiste Mouillon    | 13     | 4         | 1        | 0    | 237                  |
| 6    | Benjamin Gascuel     | 13     | 4         | 1        | 0    | 218                  |
| 7    | Marie-Hélène Hen     | 11     | 3         | 2        | 0    | 243                  |
| 8    | Thierry Hauw         | 11     | 3         | 2        | 0    | 139                  |
| 9    | Frédéric Mosbach     | 11     | 3         | 2        | 0    | 131                  |
| 10   | Anne-Marie Monreal   | 11     | 3         | 2        | 0    | 118                  |

 Vainqueur par séries
| Série | Joueur               | Points | Victoires | Defaites | Nuls | Différence de points |
| ----- | -------------------- | ------ | --------- | -------- | ---- | -------------------- |
| Joker | Jean-François Himber | 15     | 5         | 0        | 0    | 255                  |
| A     | Benjamin Gascuel     | 13     | 4         | 1        | 0    | 218                  |
| B     | Thierry Hauw         | 11     | 3         | 2        | 0    | 139                  |
| C     | Brigitte Himber      | 9      | 2         | 3        | 0    | −130                 |

### Coupe du Lac du Bourget
La coupe du Lac du Bourget est un tournoi qui s’est disputé en 5 rondes les soirées du 26 et 27 octobre 2023. Dix-huit joueurs ont participé à ce tournoi. Cette coupe est remportée par Thomas Potier. Le podium est complété par Jean-François Ramel et Thibault Delfour.
 Classement 
| Rang | Joueur               | Points | Victoires | Defaites | Nuls | Différence de points |
| ---- | -------------------- | ------ | --------- | -------- | ---- | -------------------- |
| 1    | Thomas Potier        | 13     | 4         | 1        | 0    | 282                  |
| 2    | Jean-François Ramel  | 13     | 4         | 1        | 0    | 336                  |
| 3    | Thibault Delfour     | 13     | 4         | 1        | 0    | 240                  |
| 4    | Enzo Yerly           | 13     | 4         | 1        | 0    | 159                  |
| 5    | Jean-Michel Guizard  | 11     | 3         | 2        | 0    | 253                  |
| 6    | Mouhamed Mangane     | 11     | 3         | 2        | 0    | 27                   |
| 7    | Didier Grass         | 11     | 3         | 2        | 0    | 9                    |
| 8    | Olivier Constantin   | 11     | 3         | 2        | 0    | −7                   |
| 9    | Robert Joosten       | 11     | 3         | 2        | 0    | −90                  |
| 10   | Thomas Sauvaget      | 9      | 2         | 3        | 0    | 40                   |
| 11   | Brigitte Himber      | 9      | 2         | 3        | 0    | −37                  |
| 12   | Olivier Colin        | 9      | 2         | 3        | 0    | −40                  |
| 13   | Jérémy Arki          | 9      | 2         | 3        | 0    | −58                  |
| 14   | Laurent Yerly        | 9      | 2         | 3        | 0    | −139                 |
| 15   | Olivier Assinou      | 9      | 2         | 3        | 0    | −197                 |
| 16   | Florian Detraz       | 7      | 1         | 4        | 0    | −141                 |
| 17   | Jean-François Himber | 7      | 1         | 4        | 0    | −217                 |
| 18   | Béatrice Vion        | 7      | 1         | 4        | 0    | −340                 |

 Vainqueur par séries
| Série | Joueur              | Points | Victoires | Defaites | Nuls | Différence de points |
| ----- | ------------------- | ------ | --------- | -------- | ---- | -------------------- |
| Joker | Enzo Yerly          | 13     | 4         | 1        | 0    | 159                  |
| A     | Jean-François Ramel | 13     | 4         | 1        | 0    | 256                  |
| B     | Thomas Potier       | 13     | 4         | 1        | 0    | 282                  |
| C     | Brigitte Himber     | 9      | 2         | 3        | 0    | −37                  |

### Coupe promotion jeunes
La coupe promotion jeunes est un tournoi qui se déroule en 5 rondes et réservé aux jeunes de moins de 18 ans. Il a eu lieu les 24 et 26 octobre 2023. Seize jeunes joueurs ont participé à ce tournoi. Cette coupe est remportée par Mathis Mariesainte. Le podium est complété par Théo Dromard, vainqueur de la précédente édition et Louis Legaud.
 Classement 
| Rang | Joueur                   | Points | Victoires | Defaites | Nuls | Différence de points |
| ---- | ------------------------ | ------ | --------- | -------- | ---- | -------------------- |
| 1    | Mathis Mariesainte       | 15     | 5         | 0        | 0    | 391                  |
| 2    | Théo Dromard             | 13     | 4         | 1        | 0    | 321                  |
| 3    | Louis Legaud             | 13     | 4         | 1        | 0    | 310                  |
| 4    | Lucas Vu                 | 13     | 4         | 1        | 0    | 240                  |
| 5    | Alexis Maréchal          | 11     | 3         | 2        | 0    | 97                   |
| 6    | Alix Rouillon            | 11     | 3         | 2        | 0    | 64                   |
| 7    | Matt André Vergne Ahlong | 11     | 3         | 2        | 0    | −20                  |
| 8    | Mathéo Nicolini          | 11     | 3         | 2        | 0    | −81                  |
| 9    | Clément Choulet          | 9      | 2         | 3        | 0    | 73                   |
| 10   | Quentin Bachellerie      | 9      | 2         | 3        | 0    | 50                   |
| 11   | Thibault Choulet         | 9      | 2         | 3        | 0    | −66                  |
| 12   | Alex Raveneau            | 9      | 2         | 3        | 0    | −102                 |
| 13   | Céline Chen              | 7      | 1         | 4        | 0    | −257                 |
| 13   | Dorian Tello             | 7      | 1         | 4        | 0    | −257                 |
| 15   | Aubin Perchet            | 7      | 1         | 4        | 0    | −352                 |
| 16   | Antoine Dromard          | 5      | 0         | 5        | 0    | −411                 |